# Аэрофобия
Аэрофо́бия (от др.-греч. ἀήρ — «воздух» и φόβος — страх) — боязнь полётов на летательных аппаратах.

## Описание
Аэрофобия может быть как отдельной фобией, так и свидетельством других фобий, например, клаустрофобии (боязни закрытых пространств) или акрофобии (боязни высоты). Аэрофобия в первую очередь является не болезнью, а её симптомом.
К боязни полётов обычно привлечено большее количество внимания, чем к другим страхам из-за частой необходимости полётов на самолётах, особенно в профессиональной деятельности, и их большой популярности.
По разным данным, обычно аэрофобия появляется после 25 лет. Около 15 % взрослого активного населения может страдать аэрофобией.

## Симптомы
Основными симптомами аэрофобии являются нервозность уже за несколько дней до полёта, возможный отказ от авиаперелётов из-за страха перед полётом, учащённое или сбивчивое дыхание во время полёта, повышенное сердцебиение, сжатые мышцы, потные ладони, потребность в алкоголе как в средстве успокоения в полёте, анализ звуков и перемещений экипажа по салону во время полёта, представление в воображении картин авиакатастроф, обсессивный поиск информации в СМИ об авиакатастрофах и другие подобные стрессовые психические и физические явления.

## Лечение
Лечение аэрофобии заключается в обучении пациента навыкам релаксации и контроля собственного психофизического состояния, после чего необходимым этапом является экспозиционная терапия. Для освобождения от аэрофобии пациенту необходимо раз за разом пережить под контролем психолога большое количество взлётов и посадок, тренируя навыки релаксации, пока его мозг не начнёт ассоциировать полёт с расслаблением, а не с паникой. Для создания атмосферы полёта при лечении аэрофобии сегодня применяются компьютерные технологии, в том числе виртуальная реальность (VRET — Virtual Reality Exposition Therapy). С помощью специального сложного компьютерно-оптического оборудования страдающий аэрофобией пациент ощущает себя на борту самолёта, что необходимо для активации его страха. После того, как страх активирован, можно приступать к отработке навыков релаксации, повторяя виртуальный полёт раз за разом до полного избавления пациента от панической реакции.
В некоторых случаях, если причиной аэрофобии является недостаток или наличие искажённой информации о безопасности полётов, когнитивно-поведенческая психотерапия может быть также эффективна для лечения аэрофобии.